# Lophochorista calliope
Lophochorista calliope là một loài bướm đêm trong họ Geometridae.